# Theodor Wille

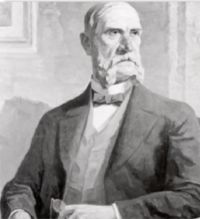
Theodor Wille

Theodor Wille (* 27. September 1818 in Kiel; † 9. Januar 1892 in Hamburg) war ein deutscher Großkaufmann, Reeder und Unternehmer.

## Leben
Theodor Wille war der Sohn eines Kaufmanns. Sein Vater Anton Heinrich Wille war Mitinhaber der Kieler Firma Diederichsen & Wille, die im Getreide- und Kohlenhandel tätig war. Seine Mutter Margarethe Dorothea, geb. Harder, starb schon kurz nach seiner Geburt. 1835 begann er eine kaufmännische Lehre in Hamburg. Als Zwanzigjähriger kam er nach Brasilien. Bald erkannte er die zunehmende Bedeutung des Kaffeehandels. Am 1. März 1844 gründete er die Exportfirma Theodor Wille & Co. und machte Santos zu seinem Hauptsitz. Damit vereinfachte er den Kaffee-Export über den Hafen von Santos; die Verlagerung der Transportwege unter Umgehung des Zwischenhandels in Großbritannien senkte die Transportkosten erheblich und machte Kaffee in Mitteleuropa erschwinglich. Ab August 1844 war er der erste preußische Vizekonsul in Santos.
1847 kehrte er als wohlhabender Unternehmer nach Deutschland zurück und baute in Hamburg, Kiel und Glückstadt sein Handelsunternehmen weiter aus. In Brasilien kamen Niederlassungen in Rio de Janeiro und São Paulo hinzu. Das Unternehmen importierte vorwiegend Kaffee aus Brasilien und exportierte im Gegenzug Textilien, Maschinen bis hin zu Lokomotiven.
Neben dem Kaffeehandel war er im Reederei- und Versicherungsgeschäft tätig. 1870 war er die treibende Kraft hinter der Gründung der Hamburger  Commerz- und Disconto-Bank, der heutigen Commerzbank.
Nach seinem Tod übernahmen verschiedene Mitglieder der mit ihm verschwägerten Familie Diederichsen, darunter ab 1900 Heinrich Diederichsen, aber auch familienfremde wie 1919 Otto Uebele das Unternehmen, das zu einem der größten Kaffee-Exporteure der Welt wurde.

## Nachlass
Theodor Wille starb unverheiratet und ohne Nachkommen. Zum Zeitpunkt seines Todes war er einer der reichsten Bürger Hamburgs. Sein für die damalige Zeit enormes Vermögen von 1,8 Millionen Mark vermachte er der Stadt Kiel zur Belegung in sicheren Hypothekenposten, um davon die Zinsen für Schulzwecke..... und die Universität in Kiel zu benutzen. Einen Teil der Zinsen sollte der Magistrat an Nachkommen seiner Verwandtschaft zu Erziehungszwecken vergeben. Aus den Zinsen entstanden unter anderem die Seeburg, das Schulmuseum, die Lehrerbibliothek, die Turnhalle Waisenhofstraße 3 / Kleiner Kuhberg 14, die Schiffs- und Maschinenbauschule und die heutige Stadtbildstelle.

## Erinnerung
Nach Theodor Wille wurde die Willestraße in Kiel benannt.
Er wurde in Kiel auf dem Südfriedhof beigesetzt; seine Grabstelle wird als Ehrengrab von der Stadt Kiel gepflegt.
Heinrich Diederichsen benannte 1901 den für seine Reederei auf der Werft Thomas Turnbull and Son in Whitby gebauten Schraubendampfer Theodor Wille, es war damals das größte in deutschen Ostseehäfen beheimatete Schiff.

## Heutiges Unternehmen
Die Firma Theodor Wille besteht als Logistikunternehmen bis heute, allerdings mit Hauptsitz nicht mehr in Hamburg, sondern im schweizerischen Zug, und hat sich vor allem auf Versorgungsdienstleistungen für das Militär und Supply-Chain-Management spezialisiert. Im November 2015 wurde Theodor Wille Intertrade (TWI) von dem vor allem für das Verteidigungsministerium der Vereinigten Staaten arbeitende US-Unternehmen Atlantic Dive Supply (ADS) übernommen, blieb aber als Tochtergesellschaft unter eigener Firma bestehen.